# エチノール
エチノール(ethynol)は、化学式がC2H2Oの化合物である。エテノン(CH2=C=O)と互変異性を起こすが、エチノール側はかなり不安定である。しかし、固体アルゴンマトリックス中という低温条件ではエテノンからエチノールを単離することが可能である。